# Dalbeattie
Dalbeattie, schottisch-gälisch: Dail Bheithe, ist eine Ortschaft in Dumfries and Galloway in Schottland. Der 4227-Einwohner-Ort wurde für ihren Granit-Abbau berühmt.

## Industrie und Tourismus
Aus Dalbeattie stammt das Material für den Bau vieler bekannter Bauwerke wie zum Beispiel die Befestigung der Themse, die Mersey Docks in Liverpool und der Eddystone-Leuchtturm. Auch in der Stadt selbst wurde Granit verbaut. Neben der Granit-Industrie gab es in Dalbeattie mehrere Fabriken, die Spulen, Handschuhe, Käse, Autos, Stahl und vieles mehr herstellten.
Heute ist die Industrie im Niedergang und die Stadt konzentriert sich auf den Tourismus.

## Söhne und Töchter
Dalbeattie ist die Heimatstadt von William M. Murdoch (1873–1912), dem Ersten Offizier der Titanic, der bei dem Schiffsunglück ums Leben kam. Ihm zu Ehren wurde in der Stadt ein Gedenkstein errichtet.